# Ramón Viguri y Ruiz de Olano
Ramón Viguri y Ruiz de Olano (Vitòria, 1886 - Madrid 196?) fou un polític basc.
Tenia un negoci a Hendaia amb ramificacions a Irun. Participà en diverses conspiracions contra la Dictadura de Primo de Rivera, raó per la qual fou desterrat a Fuerteventura amb Miguel de Unamuno; ambdós fugiren amb ajuda d'un veler francès. Tornà a Hendaia, on va organitzar un míting amb Miguel de Unamuno i Eduardo Ortega y Gasset, raó per la qual fou expulsat a Bèlgica. Quan tornà a Hendaia el 1930 participà en un afer de contraban d'armes amb Indalecio Prieto en una conspiració contra la monarquia. Un cop proclamada la Segona República Espanyola, va tornar a Irun. Era afiliat al Partit Republicà Radical Socialista. El 21 de maig de 1931 fou nomenat Delegat del Govern en el Banc de Crèdit Industrial i el 21 d'octubre del mateix any Governador, i uns dies més tard Director, del Banc Exterior d'Espanya. El 1933, un cop fou nomenat Alejandro Lerroux cap de govern, va dimitir. Va participar en la creació i funcionament de la Secretaria de Defensa de l'Estalvi i va ser director de la Companyia Nacional d'Automotors i membre de la Companyia Nacional de Colonització Africana (ALENA). Alhora, el 1935 fou representant a Madrid de la Maquinista Terrestre y Marítima
A les eleccions generals espanyoles de 1936 fou elegit diputat per Àlaba per Izquierda Republicana dins el Front Popular. Durant la guerra civil espanyola va donar suport actiu a l'Estatut d'autonomia del País Basc de 1936. El 1937 marxà a França, d'on el 1940 les autoritats franquistes demanaren l'extradició a la França de Vichy, però aconseguí fugir a Mèxic. Va poder tornar durant els anys 60.